# Swertia nervosa
Swertia nervosa är en gentianaväxtart som först beskrevs av Nathaniel Wallich och George Don jr, och fick sitt nu gällande namn av C. B. Cl.. Swertia nervosa ingår i släktet Swertia och familjen gentianaväxter. Inga underarter finns listade i Catalogue of Life.